# Samer Abu Daqqa
Samer Abu Daqqa (1978 – 15. prosince 2023) byl belgicko-palestinský fotograf a videožurnalista pracující pro katarský státní a mediální konglomerát Al Jazeera. Byl zabit během války mezi Izraelem a Hamásem v roce 2023 poté, co izraelská armáda 15. prosince 2023 bombardovala posádku Al-Džazíry ve městě Chán Júnis, když kryl nálet na školu v Haifě.

## Mládí a vzdělání
Abu Daqqa se narodil v roce 1978 v Gaze a získal bakalářský titul v oboru žurnalistiky a médií na univerzitě Al-Azhar v Gaze.

## Kariéra
Svou práci začal jako novinář v novinách Al-Shaab, poté v roce 2004 přešel do práce pro Al-Džazíru. Byl jedním ze zakladatelů kanceláře kanálu v pásmu Gazy, kde pro Al-Džazíru více než dvacet let pracoval jako fotograf a technik.

## Osobní život a smrt
Měl také belgické občanství a byl otcem tří synů a dcery.
Byl zabit dne 15. prosince 2023 během leteckého útoku, který se zaměřil na posádku Al-Džazíry při pokrytí náletu na školu Haifa v Chán Júnis během války mezi Izraelem a Hamásem v roce 2023. Wael Al-Dahdouh byl zraněn na ruce a břiše, ale dokázal se stáhnout svépomocí. Samer se však po zranění nemohl stáhnout a nadále krvácel více než pět hodin, nakonec svým zraněním podlehl. Abuovi Daqqa bylo 45 let.
Abu Daqqa byl pohřben 16. prosince ve své novinářské vestě a přilbě v hrobě, který vykopali jeho kolegové novináři. Pohřeb se konal ve městě Chán Júnis a zúčastnily se ho desítky novinářů.
Al Džazíra uvedla, že postoupí zabití Samera Abu Daqqa Mezinárodnímu trestnímu soudu pro podezření na válečný zločin.
Syn Abu Daqqa Yazan také řekl, že rodina podá žalobu u ICC (International Criminal Court investigation in Palestine).

## Ocenění
V roce 2004 získal cenu Distinguished Arab Journalist Award od Unie arabských novinářů a Distinguished International Journalist Award od Reportérů bez hranic v roce 2007.